# Bolesław Rusiecki

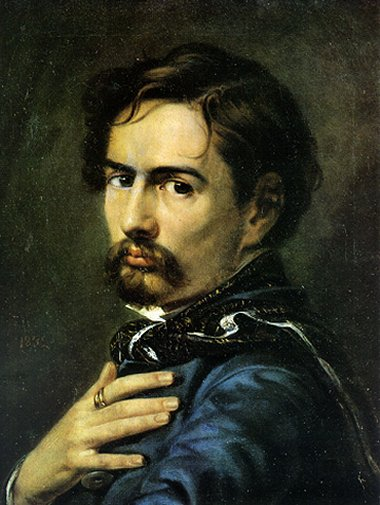
Autoportret 1852

Bolesław Michał Rusiecki (ur. 23 listopada 1824 w Rzymie, zm. 31 stycznia 1913 w Wilnie) – polski malarz, rysownik, kolekcjoner.

## Życie
Był synem malarza Kanutego Rusieckiego i Antoniny z Czerwińskich. Kształcił się w Instytucie Szlacheckim w Wilnie, na Wydziale Lekarskim Uniwersytetu w Sankt Petersburgu, następnie w latach 1843–1850 w tamtejszej Cesarskiej Akademii Sztuk Pięknych. Dokształcał się w Rzymie, a po powrocie do Polski zamieszkał w Wilnie przy ul. Świętojańskiej. W 1897 utworzył fundusz stypendialny Akademii Umiejętności w Krakowie dla kształcących się naukowo lub artystycznie za granicą. Jego małżeństwo ze Stefanią z Karpowiczów było bezpotomne. Swoje kolekcje przekazał Towarzystwu Przyjaciół Nauk w Wilnie. Pochowany na cmentarzu Bernardyńskim na Zarzeczu w Wilnie.

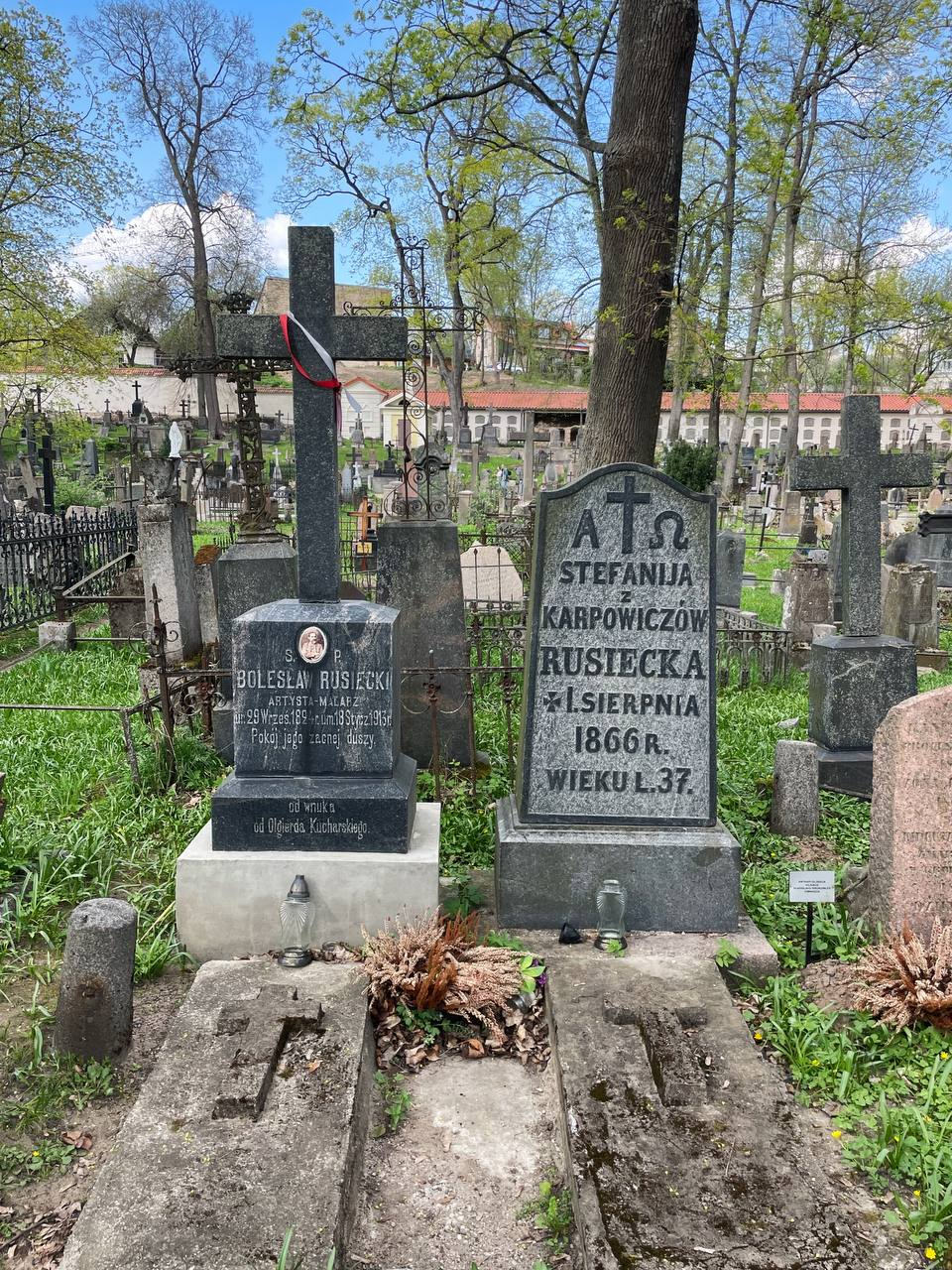
Groby Bolesława Rusieckiego (po lewej) i jego żony Stefanii z Karpowiczów na cmentarzu Bernardyńskim w Wilnie.

## Twórczość
Malował portrety, obrazy religijne i alegoryczne, np. Połączenie Willi z Niemnem, Cmentarz Bernardyński w Wilnie, Zagroda chłopska w Poniewiszkach w powiecie dziśnieńskim, Dworek w Tamaryszkach. Obrazy jego pędzla znajdują się w muzeach Wilna, Warszawy i Krakowa.